# Lijst van Britse gemeenten van de Free Presbyterian Church of Scotland
Hieronder een lijst van Britse gemeenten van de Free Presbyterian Church of Scotland.
| Gemeente                                     | Plaats                        | Predikant               | Afbeelding |
| -------------------------------------------- | ----------------------------- | ----------------------- | ---------- |
| Aberdeen Congregation                        | Aberdeen                      | Rev. D. Somerset        |            |
| Barnoldswick Congregation                    | Barnoldswick, nabij Colne     | vacant                  |            |
| Bonar and Dornoch Congregation               | Bonar Bridge                  | Rev. G.G. Hutton        |            |
| Broadstairs Congregation                     | Broadstairs (Kent)            | vacant                  |            |
| Bonar and Dornoch Congregation               | Dornoch                       | Rev. G.G. Hutton        |            |
| Dingwall and Beauly Congregation             | Dingwall – Beauly             | Rev. Neil M Ross        |            |
| Farr and Daviot Congregation                 | Farr - Tomatin - Stratherrick | vacant                  |            |
| Fort William Congregation                    | Fort William                  | vacant                  |            |
| Gairloch Congregation                        | Gairloch                      | Rev. A. E. W. MacDonald |            |
| St Jude's Church                             | Glasgow                       | Rev Roderick Macleod    |            |
| Duirinish Congregation                       | Glendale                      | Rev B. Jardine          |            |
| Gilmore Place Church                         | Edinburgh                     | vacant                  |            |
| Halkirk Congregation                         | Halkirk                       | vacant                  |            |
| Inverness Congregation                       | Inverness                     | Rev. G.G. Hutton        |            |
| Kinlochbervie and Scourie Congregation       | Kinlochbervie                 | vacant                  |            |
| Laide Congregation                           | Laide (Rossshire)             | Rev. Donald A Ross      |            |
| Larne Congregation                           | Larne                         | Rev. J. Goldby          |            |
| South Harris Congregation                    | Leverburgh                    | Rev Kenneth D Macleod   |            |
| Lochcarron and Kyle of Lochalsh Congregation | Lochcarron – Kyle of Lochalsh | vacant                  |            |
| Zoar Chapel                                  | Londen - Whitechapel          | Rev. John Macleod       |            |
| Ness Congregation                            | Ness                          | Rev. A. W. MacColl      |            |
| North Tolsta Congregation                    | An Cnoc                       | Rev. D. Campbell        |            |
| North Uist Congregation                      | North Uist (Bayhead)          | Rev. Donald Macdonald   |            |
| Perth Congregation                           | Perth                         | vacant                  |            |
| Portree Congregation                         | Portree (Skye)                | vacant                  |            |
| Raasay Congregation                          | Inverarish (Raasay)           | vacant                  |            |
| Applecross and Shieldaig Congregation        | Shieldaig                     | Rev. Wilfred A Weale    |            |
| Staffin Congregation                         | Staffin                       | Rev. Wilfred A Weale    |            |
| Stornoway Congregation                       | Stornoway                     | Rev. James R. Tallach.  |            |
| Bracadale Strath Congregation                | Struan                        | vacant                  |            |
| North Harris Congregation                    | Tarbert                       | Rev. B. Jardine         |            |
| Uig Congregation                             | Uig (Lewis)                   | vacant                  |            |
| Duirinish Congregation                       | Vatten (Skye)                 | vacant                  |            |
| Ullapool and Lochinver Congregation          | Ullapool                      | Rev. A. E. W. MacDonald |            |